# Pieter van der Aa
Pieter van der Aa (1659 Leiden – srpen 1733 Leiden) byl nizozemský vydavatel a tiskař.

## Život
Pieter van der Aa se narodil roku 1659 v Leidenu. Byl jedním ze tří synů německého kameníka původem z Holštýnska. Jeho bratr Balduin byl tiskař a druhý bratr Hildebrand byl rytec. S oběma bratry později úzce spolupracoval. Se svojí kariérou vydavatele začal už v roce 1683. Nejprve vydával klasické texty vztahující se k medicíně a vědě obecně, později především atlasy a mapy. Roku 1715 byla jeho tiskárna prohlášena za oficiální tiskárnu města Leidenu i místní univerzity. Zemřel v roce 1733. Nejznámější mapy, které vytiskl, popisovaly Afriku (především Madagaskar a Maroko). Ačkoli on sám vydával v latině, jeho vydaná díla byla po jeho smrti často tištěna v nizozemštině nebo francouzštině. Mezi nejdůležitější díla, které vydal, patří: Gronovii thesaurus antiquitatum graecarum (1697–1702), Graevii thes. ant. romanarum (1694–99), Graevii thes. ant. et historiae Siciliae (1723–25) a Erasmi oper (1703–1706).

## Galerie

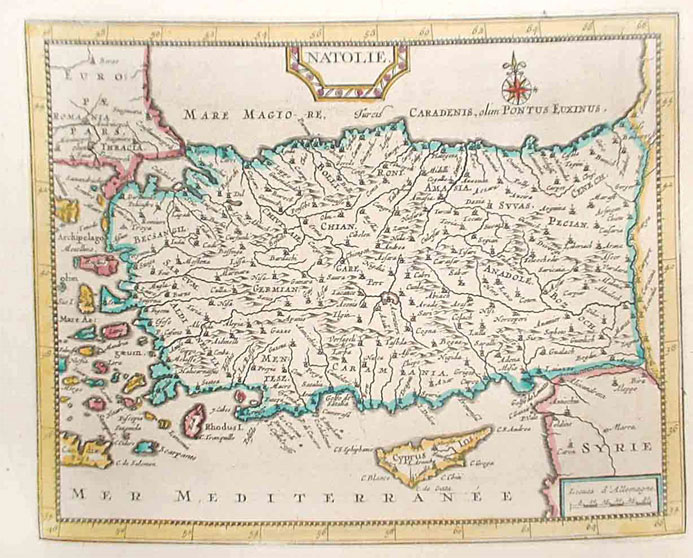
Mapa Turecka a Kypru, 1719
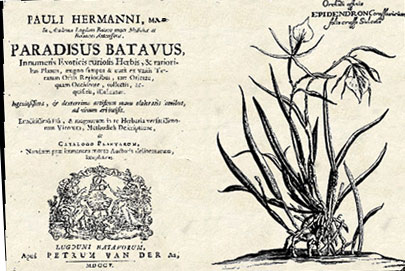
Paul Hermann - Paradisus Batavus
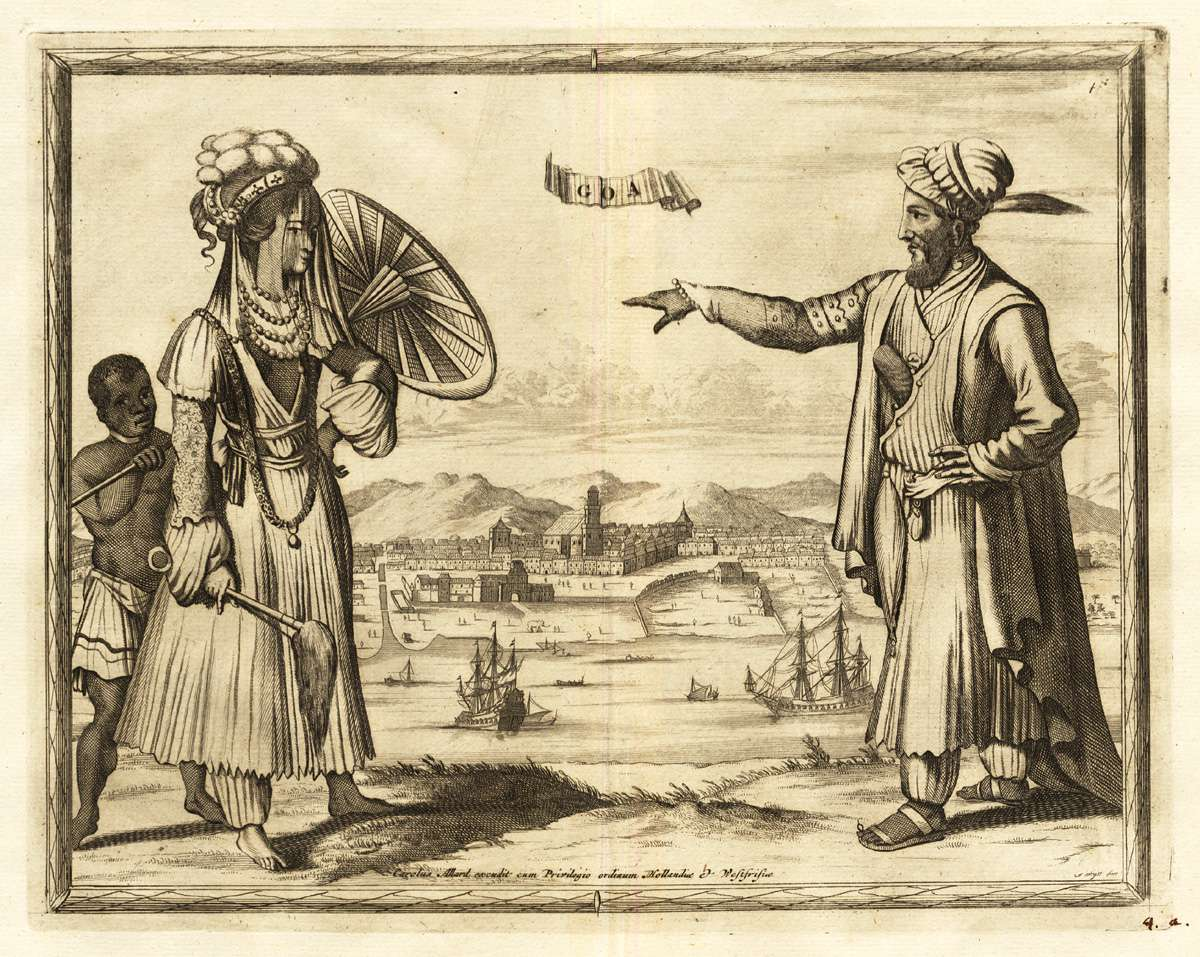
Dáma a pán z Goi
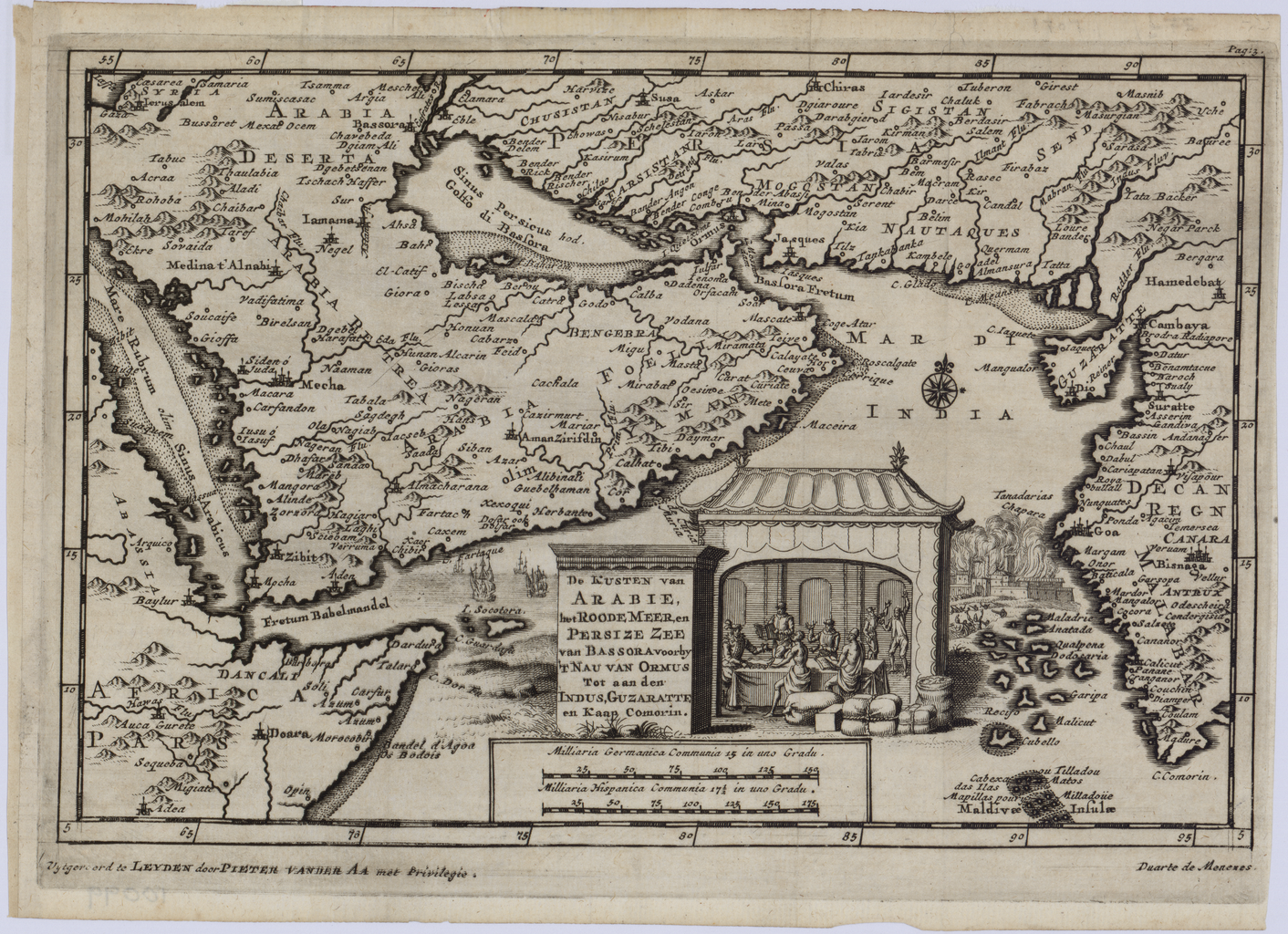
Mapa Arabského poloostrova a jeho okolí, 1707
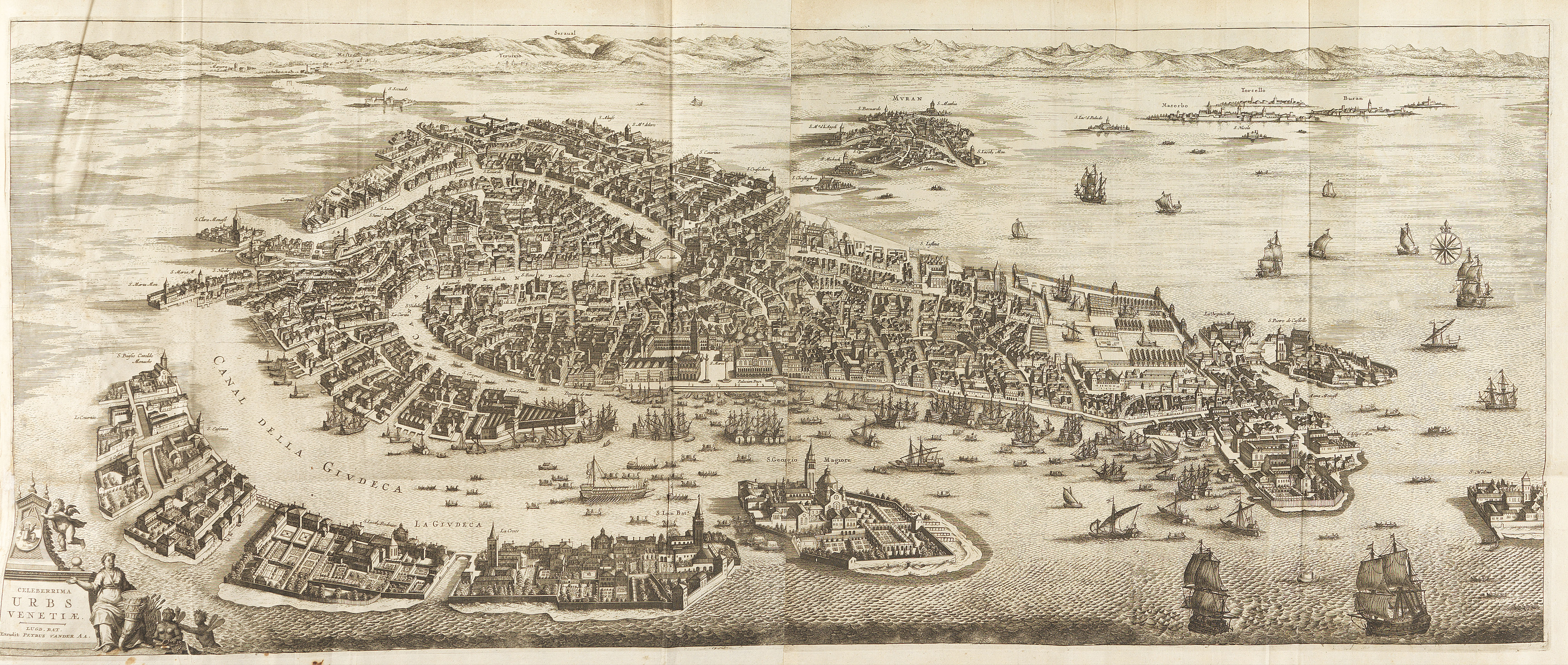
Mapa Benátek, 1762